# Tour et Muraille

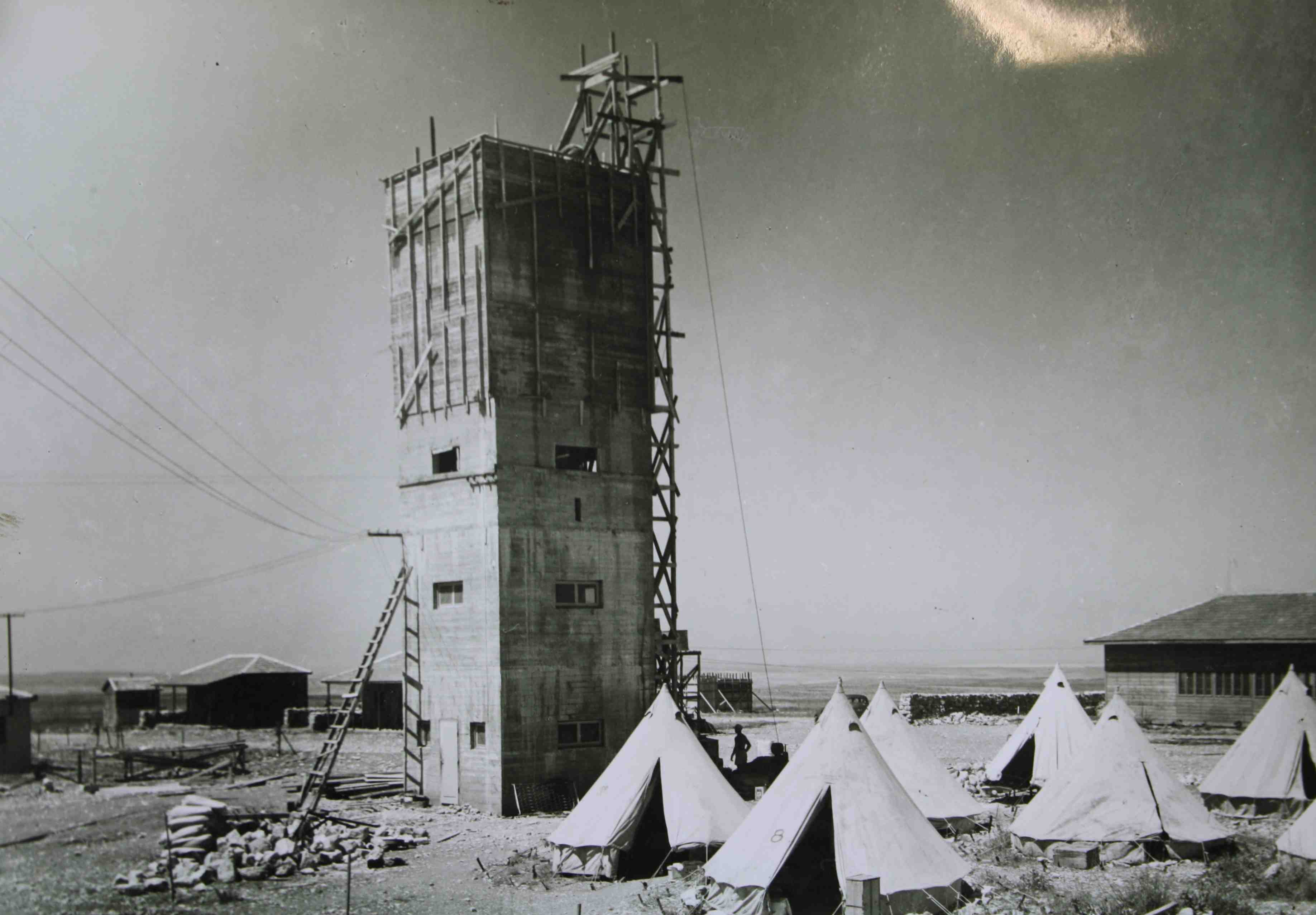

L'opération Tour et Muraille (en hébreu : Homa U'migdal) fut décidée sous l'autorité du Yishouv — institution représentative des Juifs en Palestine mandataire — et elle est un processus d'implantation de population juive, voulue personnellement par David Ben Gourion, près des frontières de la Palestine alors gérée depuis 1922 par les Britanniques, afin de créer des implantations juives là où il n'y avait pas jusqu'à présent de population juive, proches des frontières avec le Liban, la Syrie et la Transjordanie . De telles implantations devaient être constituées afin de devenir les postes avancés du futur État juif.  
Cette politique voit le jour, entre décembre 1936 et octobre 1939, à la suite d' actes pratiqués par des Palestiniens arabes, contre la population juive et contre les implantations juives, lors de la Révolte arabe. Elle répond aux besoins de sécurisation des points d'implantation juives (qui disposaient uniquement de la Haganah, milice armée, créée en 1921, pour se protéger des attaques effectuées par les Palestiniens arabes) , dans le but d'assurer les futures frontières de l'État juif, dont la commission britannique Peel en 1937 prévoit la création future à l'intérieur de la zone où la Grande Bretagne assure sa présence en Palestine mandataire, aux côtés d'un futur Etat Arabe.  
Les implantations de Tour et Muraille sont alors construites très rapidement, en un jour et une nuit, avec en leur centre une tour de surveillance sur les environs et autour une barrière de protection (muraille). La très grande majorité des implantations sont faites sur des terrains achetés par le Fonds national juif, avant 1936 (ou K.K.L). Pour celles qui sont implantées sur des terres sans propriétaires connus, elles bénéficient de la mansuétude des autorités britanniques, qui ne les détruisent pas, au vu notamment de dispositions anglaises qui prévoient que les constructeurs de bâtiments sur des terrains non revendiqués par un éventuel titulaire, dans un délai très rapide (maximum de deux jours) deviennent " de facto" propriétaires de tels bâtiments et des terrains annexes aux bâtiments construits. 
La première implantation construite dans le cadre de cette politique est Tel-Amal (qui a vu son nom changer en Nir-David), en décembre 1936 (dans la vallée de Beït-Shéan). Parmi  les kibboutz,  c'est le kibboutz religieux Tirat-Zvi (formé par des immigrants venus d'Allemagne, pour la moitié) qui voit le premier le jour, en juin 1937. 
Au total, 57 implantations de kibboutz et moshav devaient être créées dans le cadre de cette politique d'implantation. 

## Implantations
Les 52 implantations effectuées " de facto " au titre de l'opération " Tour et murailles "  sont les suivantes , classées par ordre chronologique :
- Kfar Hittim, 7 décembre 1936
- Tel Amal (maintenant Nir-David), 10 décembre 1936
- Sdé-Nahum, 5 janvier 1937
- Shaar-Hagolan, 31 janvier 1937
- Masada, 31 janvier 1937
- Ginosar, 25 février 1937
- Beit Yosef, 9 avril 1937
- Mishmar Hashlosha, 13 avril 1937
- Tirat Zvi, 30 juin 1937
- Moledet (nommé "Bnei Brit" et  "Moledet-Bnei Brit" entre 1944-1957), 4 juillet 1937
- Ein HaShofet, 5 juillet 1937
- Ein Gev, 6 juillet 1937
- Maoz Haim, 6 juillet 1937
- Kfar Menahem, 27 juillet 1937
- Sha'ar HaNegev (renommé Kfar Szold avant d’être transféré en Galilée en 1942; site réinvesti  en 1944 et nommé  Hafetz Haim), 15 août 1937
- Tzur Moshe, 13 septembre 1937
- Usha, 7 novembre 1937
- Hanita, 21 mars 1938
- Shavei Tsion, 13 avril 1938
- Sde Warburg, 17 mai 1938
- Ramat Hadar, 26 mai 1938
- Alonim, 26 juin 1938
- Ma'ale HaHamisha, 17 juillet 1938
- Tel Yitzhak, 25 juillet 1938
- Beit Yehoshua, 17 août 1938
- Ein HaMifratz, 25 août 1938
- Ma'ayan Tzvi, 30 août 1938
- Sharona, 16 novembre 1938
- Geulim, 17 novembre 1938
- Eilon, 24 novembre 1938
- Neve Eitan, 25 novembre 1938
- Kfar Ruppin, 25 novembre 1938
- Kfar Masaryk, 29 novembre 1938
- Mesilot, 22 décembre 1938
- Dalia, 2 mai 1939
- Dafna, 3 mai 1939
- Dan, 4 mai 1939
- Sde Eliyahu, 8 mai 1939
- Mahanaïm, 23 mai 1939
- Shadmot Dvora, 23 mai 1939
- Shorashim, 23 mai 1939
- Hazore'im, 23 mai 1939
- Tel Tzur, 23 mai 1939
- Kfar Glikson, 23 mai 1939
- Ma'apilim, 23 mai 1939
- Mishmar HaYam (maintenant Afek), 28 mai 1939
- Hamadiyah, 23 juin 1939
- Kfar Netter, 26 juin 1939
- Negba, 12 juillet 1939
- Gesher, 13 août 1939
- Beit Oren, 1er octobre 1939
- Amir, 29 octobre 1939